# The Dovekeepers - Il volo della colomba
The Dovekeepers - Il volo della colomba (The Dovekeepers) è una miniserie televisiva statunitense del 2015 diretta da Yves Simoneau.
Tratta dall'omonimo romanzo del 2011 The Dovekeepers di Alice Hoffman, la miniserie narra di due donne ebree al tempo della conquista romana della Giudea. In essa si  racconta in particolare dell'assedio di Masada, l'ultima fortezza giudea espugnata dalla X legione romana di Lucio Flavio Silva.
Negli Stati Uniti è andata in onda tra il 31 marzo e il 1º aprile 2015 sulla CBS mentre in Italia è stata trasmessa su Rai 2 il 6 aprile 2015.